# Roland Juhász
Roland Juhász (Cegléd, 1º de julho de 1983) é um futebolista húngaro que atua como zagueiro ou volante. Atualmente defende o Unione FC.

## Carreira de jogador
Tendo jogador na base do Tápiószecső FC, Juhász iniciou a carreira profissional em 1999, no MTK, com apenas 16 anos. Pelo tradicional clube de Budapeste, foram 107 jogos e 12 gols marcados na Primeira DIvisão húngara, e durante o período em que ficou vinculado ao MTK, chegou a ser emprestado ao BKV Előre ao final da temporada 2001–02, tendo atuado em 3 jogos e marcando um gol. Seu desempenho chamou a atenção do Anderlecht, que contratou o jogador em agosto de 2005, e menos de 1 mês depois, foi afastado devido a uma fratura no pé.
Nos Mauves, o zagueiro venceu 4 vezes a Jupiler Pro League, conquistou uma Copa da Bélgica e mais 4 Supercopas, além de ter sido eleito o melhor defensor do Campeonato Belga e Jogador do Ano de 2009 pela Federação Húngara de Futebol, sendo também escolhido como o melhor futebolista húngaro do ano de 2011. Em agosto e novembro do mesmo ano, chegou a ser especulado para ser reforço de Rangers e Celtic, mas os 2 rivais de Glasgow não chegaram a acordo para contratar Juhász, que renovou seu contrato com o Anderlecht até 2013. Sua passagem pelo futebol belga foi encerrada com 271 partidas oficiais e 27 gols, sendo emprestado ao Videoton (atual Fehérvár) em fevereiro de 2013, sendo contratado em definitivo em julho do mesmo ano. Permaneceu no clube até 2020, quando se aposentou pela primeira vez.
Em fevereiro de 2024, após trabalhar como consultor de gestão, auxiliar-técnico e diretor-esportivo no Fehérvár (exerceu esta última função no III. Kerületi, equipe da terceira divisão húngara, em 2022), Juhász retomou a carreira de jogador no Unione FC, da quarta divisão nacional.
.

## Seleção Húngara
Com passagem pelas equipes de base da Hungria, Juhász fez sua estreia pela seleção principal em abril de 2004, num amistoso contra o Japão, onde também marcou seu primeiro gol internacional. Em novembro de 2014, empatou com Ferenc Puskás na lista de jogadores que mais defenderam a seleção na história, ultrapassando o Major Galopante no quesito em março de 2015, desta vez empatando com os 86 jogos do goleiro Gyula Grosics.
Fez parte do elenco que disputou a Eurocopa de 2016, a primeira na história do país, atuando em 3 das 4 partidas da seleção no torneio. Ele chegou a anunciar sua despedida dos Magyarok em julho, mas disputaria seu último jogo em novembro, contra a Suécia, que terminou com vitória dos escandinavos por 2 a 0. Com 95 partidas, é o quinto jogador que mais vestiu a camisa da Seleção Húngara.

## Títulos
MTK
- Campeonato Húngaro: 2002–03
- Copa da Hungria: 1999–00
- Supercopa da Hungria: 2000

Anderlecht
- Jupiler Pro League: 2005–06, 2006–07, 2009–10, 2011–12
- Copa da Bélgica: 2007–08
- Supercopa da Bélgica: 2006, 2007, 2010, 2012

Videoton
- Campeonato Húngaro: 2014–15, 2017–18

### Individuais
- Jovem Jogador Húngaro do Ano: 2005
- Futebolista Húngaro do Ano: 2009
- Melhor defensor do Campeonato Belga: 2009